# Rāmshīr (kommunhuvudort i Iran)
Rāmshīr (persiska: رامشیر) är en kommunhuvudort i Iran.   Den ligger i provinsen Khuzestan, i den centrala delen av landet, 600 km söder om huvudstaden Teheran. Rāmshīr ligger 27 meter över havet och antalet invånare är 19 454.
Terrängen runt Rāmshīr är mycket platt. Runt Rāmshīr är det ganska tätbefolkat, med 58 invånare per kvadratkilometer. Rāmshīr är det största samhället i trakten. Trakten runt Rāmshīr är ofruktbar med lite eller ingen växtlighet.